# Базник Михайло Якович
Миха́йло Я́кович Базни́к (3 червня 1889, с. Целіїв, нині Гусятинського району Тернопільської області — 5 жовтня 1976, м. Київ) — український науковець, педагог, громадський діяч.

## Життєпис
Закінчив учительську семінарію в Заліщиках (1912 р.). Воював в УГА. 1923—1925 — директор школи у Копичинцях. Автор наукових і методичних публікацій у педагогічних виданнях.
Дружина Євгенія — педагог. Їхня донька Ярослава (1931—2010) стала літературознавицею, була одруженою з літературознавцем Федором Погребенником (1929—2001). Син Федора і Ярослави — літературознавець Володимир Погребенник (нар. 1954).